# Drapeau du Qatar
Le drapeau du Qatar est le drapeau national et le pavillon national de l'État du Qatar.
Il est à l'origine tout bordeaux comme ceux des autres pays de la péninsule arabique à l'époque de la domination anglaise. Pour se différencier des autres, les proportions et le blanc sur le côté ont été choisis pour signifier la paix,,.

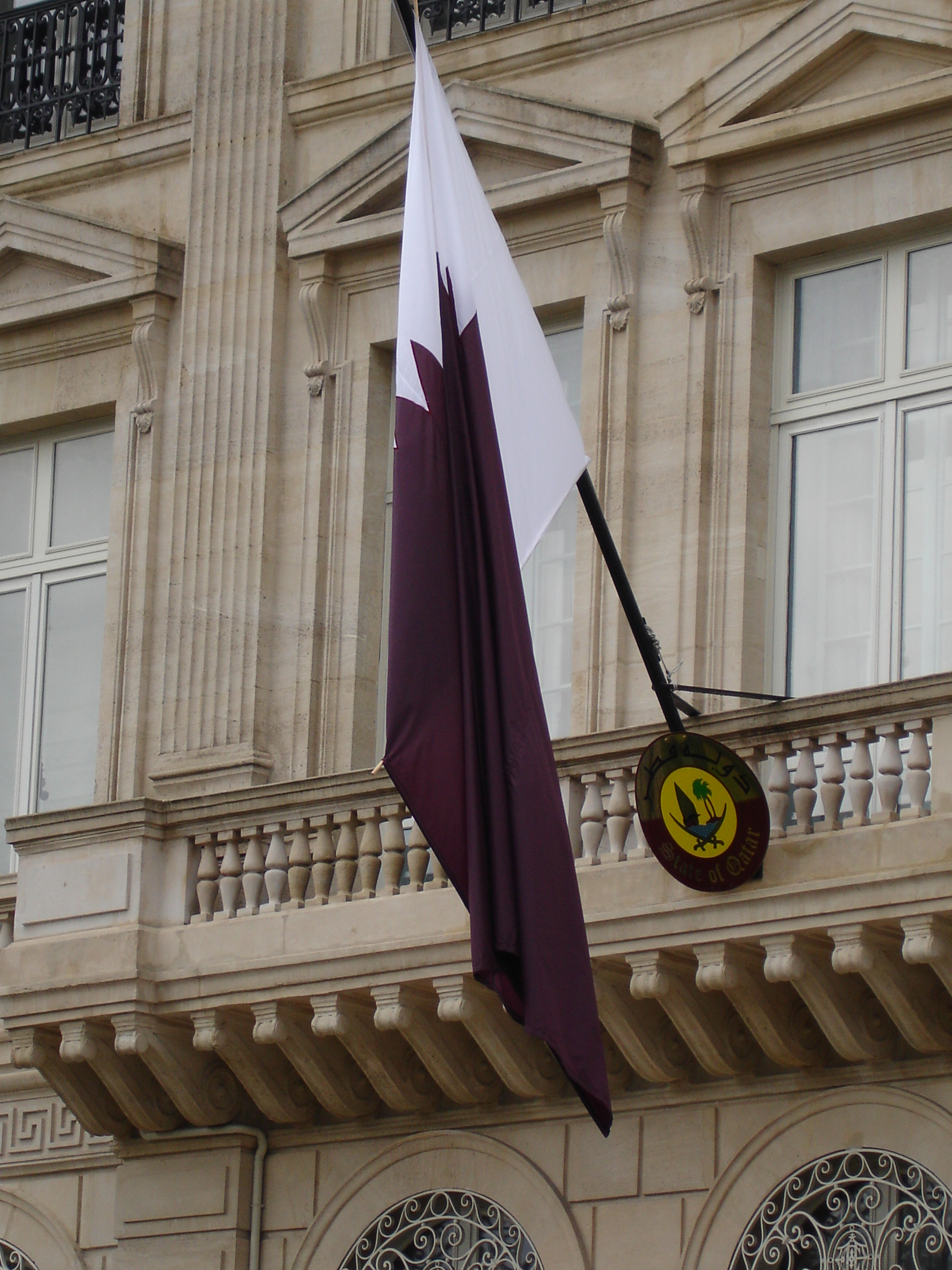
Drapeau du Qatar à l'ambassade qatarienne à Paris.

## Description
Le drapeau du Qatar adopte une proportion inhabituelle de 11:28, soit une largeur 2,54 fois plus grande que la hauteur. Il est bordeaux avec le côté blanc découpé en dents de scie (neuf pointes blanches) sur le côté de la hampe du drapeau (à gauche quand on regarde le drapeau dans le sens normal). Les neuf pointes représentent les neuf émirats du golfe Persique : les sept Émirats arabes unis (Abou Dabi, Ajman, Charjah, Dubaï, Fujaïrah, Ras el Khaïmah et Oumm al Qaïwaïn), Bahreïn et le Qatar.

## Anciens drapeaux

Drapeau de 1916 à 1936
Drapeau de 1936 à 1949
Drapeau de 1949 à 1971